# Théorème de Newton-Hamilton
Pour les articles homonymes, voir Théorème de Newton.
Le théorème de Newton-Hamilton est un théorème de dynamique des champs à force centrale, de trajectoire une conique. La présentation sera ici faite avec une ellipse.

## Énoncé
Soit une trajectoire {\displaystyle (T)} elliptique, décrite sous l'action d'une force centrale issue d'un point {\displaystyle O} (évidemment intérieur à l'ellipse). La distance du point courant P à l'origine est nommée OP = r. Soit {\displaystyle (D)} la polaire de {\displaystyle O} par rapport à l'ellipse ; et {\displaystyle PH} la distance du point matériel courant P à la polaire {\displaystyle (D)}. 
La force centrale est {\displaystyle F\sim {\frac {r}{(PH)^{3}}}}.
Ce théorème démontré par Hamilton est déjà en fait dans les Principia de Newton, mais sous une forme légèrement différente. Ceci est en relation avec la transmutation de la force  qu'utilise souvent Newton.

## Applications
- La plus connue est celle de la Proposition 11 des Principia. Le théorème de Hamilton n'en est que la généralisation exprimée en géométrie des polaires. Choix de {\displaystyle O} : le soleil {\displaystyle S} situé au foyer de l'ellipse.

Sa polaire est la directrice {\displaystyle (D)}, et donc {\displaystyle PH^{3}=e^{3}r^{3}}. On en tire la force {\displaystyle F\sim {\frac {1}{r^{2}}}}.
- Une autre application est la position dégénérée du centre de l'ellipse. Il faut alors être prudent, afin de montrer que {\displaystyle PH^{3}} doit être considéré comme constant : on retrouve l'ellipse de Hooke.

- Soit un cercle de diamètre "vertical" {\displaystyle OA=2R}. La polaire de {\displaystyle O} est l'axe "horizontal" {\displaystyle x'Ox}. On retrouve la Proposition 7 des Principia : le point courant est attiré par {\displaystyle F\sim {\frac {1}{r^{5}}}}.

## Démonstration
Dans une conique (courbe du second ordre), {\displaystyle f(x,y)=ax^{2}+2cxy+by^{2}+2dx+2ey+f=0}, la droite polaire {\displaystyle (D)} de l'origine {\displaystyle O} est {\displaystyle dx+ey+f=0}.
Et {\displaystyle PH^{2}\sim (dx+ey+f)^{2}}, {\displaystyle P} se trouvant sur la conique.
- L'accélération de Siacci donne {\displaystyle F\sim {\frac {C^{2}r}{p^{3}R}}}
- La formule de Frenet {\displaystyle R\sim (V\wedge A)^{3}} conduit à {\displaystyle p^{3}R\sim (dx+ey+f)^{3}}

On en déduit : {\displaystyle F\sim {\frac {C^{2}r}{(dx+ey+f)^{3}}}\sim {\frac {C^{2}r}{(PH)^{3}}}}.